# Rhopalophora collaris
Rhopalophora collaris là một loài bọ cánh cứng trong họ Cerambycidae.